# 白川静
白川 静（しらかわ しずか、1910年4月9日 - 2006年10月30日）は、日本の漢文学者・東洋学者。学位は文学博士（京都大学）。立命館大学名誉教授、名誉館友。福井県福井市出身。

## 経歴
1923年、福井市の順化尋常小学校（現・福井市順化小学校）を卒業後、大阪市に移り弁護士・広瀬徳蔵（大阪府会議員を経て立憲民政党代議士）の事務所に住み込みで勤務しながら、成器商業学校夜間部（現・大阪学芸高等学校）に通う。この時期に廣瀬の蔵書を読み漁り漢籍に親しみ独学していった。1930年、京阪商業学校（現・大阪府立芦間高等学校）卒業。
立命館大学専門学部国漢科（夜間）を1936年に卒業。在学中より立命館中学校教諭も務め、1941年には立命館大学法文学部漢文学科に入学。卒業後は同大学予科・専門学部の教授となる。1954年より立命館大学文学部教授を務めた。1962年、京都大学へ博士論文「興の研究」を提出して文学博士号を取得。1976年に66歳で定年退職、特別任用教授になる。1981年には名誉教授の称号を受けている。
晩年に自らの著作料の一部を大学に寄贈し、立命館大学に「白川静記念東洋文字文化研究所」が設立され、没時まで所長兼理事長を務めた。

## 研究業績
古代漢字研究の第一人者として知られ、字書三部作『字統』（各・平凡社、1984年）、『字訓』（1987年）、『字通』（1996年）は、ライフワークの成果となった。
「漢文世代の最後の碩学」と称せられた。
20世紀が終わる時期より、各平凡社で『白川静著作集』（全12巻）、『白川静著作集 別巻』（全4期：全23巻）が刊行され、傍ら中学・高校生以上の広い読者を対象とした漢字字典『常用字解』や『人名字解』、インタビュー・対談なども収録した『回思九十年』、『桂東雑記』などを刊行。他にも多数の共著・監修がある。
殷・周期から春秋戦国にかけ青銅器を多数所蔵している「白鶴美術館」（神戸市東灘区）で、長年講話を行っていた。
1999年3月から2004年1月まで地元京都で「文字講話」を2時間年4回ペースで全20回行い、講演内容は『白川静 文字講話』（全4巻）にまとめられた。続編の希望が相次いだので新たに4回行ない、2006年10月初頭にその続編の著作校正を済ませ入院、同年10月30日、内臓疾患（多臓器不全）により逝去。96歳没。翌年に（結果として遺著となった）『白川静 続文字講話』が刊行、生涯現役を通した。
2005年4月に福井県立図書館内に、愛用品など関連資料を展示する展示する「白川文字学の室」が開設された。2010年4月に生誕100年を記念し、立命館大学図書館内に約2年かけ整理した「白川静文庫」が開設、蔵書や直筆原稿など約1万8千点を収蔵。併せて『文庫目録』も発刊された。没後10年となる2016年10月には、福井県ふるさと文学館・図書館で記念行事の開催や企画展、また「白川文字学の室」リニューアルを行った。

## 逸話
白川の人となりは、自叙伝他の『回思九十年』と、娘津崎史の回想記『父・白川静96歳 最期の日々』に詳しい。
立命館大学教授時代、高橋和巳や梅原猛らと親交を持つ。特に高橋とは同じ中国文学者として互いに評価しあっており、作家でもあった高橋が最晩年に書いた『わが解体』に、当時無名の一教授だった白川が『S教授』として登場している。
著書の重厚な印象から怖い人だという印象を受けがちであるが、生前の白川に接した人によれば、茶目も飛ばすような軽妙な一面もあったという。若い人とも気軽に話をし、インタビューにも応じている。若手では宮城谷昌光を「勉強熱心だ」「あなたの文は清新でよろしい」と高く評価した。漫画家と対談するときには相手の作品をあらかじめ読んでおくなど、気配りの人でもあった。
荒川静香・イチローが好きで、イナバウアーの真似をしたこともあったと娘が述懐している。趣味は囲碁・登山。病弱だった体を登山で鍛えていたため非常に健脚だった。
囲碁も相当な腕前で、若き日に関西棋院でプロから指導を受けるなどしていた。アマ六段に二子であったと自伝「回思九十年」で述べているので、四段の腕前であったと推測される。呉清源の新聞碁なども相当収集していた。病床でもニンテンドーDSで囲碁・将棋を楽しみ、「なかなか定石を知っとる」と悦んでいたという。

## 批判
- 落合淳思は、白川の甲骨文字解釈は「無前提に呪術に関連づけて解釈したため、牽強付会の説も少なくない」（甲骨文字小事典）とする。呉哲男は、この点を敷衍し、白川の甲骨文字解釈の特徴は、「口」という字形の多くを「神の祈りの文である祝詞を入れる器」と断定することにあるが、字形上、そのよう区別して解釈する根拠はなく、また、そのような「聖なる器」の遺物を見出すことができないなどという（反白川静論）。
- 白川は、甲骨文字や金文といった草創期の漢字の成り立ちには宗教的、呪術的なものが背景にあったと主張したが、実証が難しいこれらの要素をそのまま学説とすることは、吉川幸次郎、藤堂明保を筆頭とする当時の主流の中国学者からは批判され、それを受け継いでいる阿辻哲次も批判的見解を取っている[4]。万葉集などの日本古代歌謡の呪術的背景に関しての論考もしているが、専門家の支持を受けているとは言いがたい。
- 中国古代学者で東京大学名誉教授の加藤常賢 (1894-1978) は、晩年講義で白川の『漢字』を罵倒していたといわれる。

## 著作（一般）

### 単著
- 『漢字—生い立ちとその背景』（岩波新書、1970年4月）、ISBN 978-4004120957
- 『詩経—中国の古代歌謡』（中公新書、1970年11月／中公文庫、2002年11月）、ISBN 978-4122041301
- 『金文の世界—殷周社会史』（平凡社〈東洋文庫〉、1971年1月）、ISBN 978-4582801842。ワイド版2004年
- 『甲骨文の世界—古代殷王朝の構造』（平凡社〈東洋文庫〉、1972年2月）、ISBN 978-4582802047。ワイド版2004年
- 『孔子伝』（中央公論社〈中公叢書〉、1972年、新装版1983年ほか／中公文庫、1991年2月、改版[5]2003年1月）、ISBN 978-4122041608
- 『中国の神話』（中央公論社、1975年1月／中公文庫、1980年2月、改版2003年1月）、ISBN 978-4122041592
- 『中国の古代文学』（中央公論社、1976年4月-11月／中公文庫、1980-81年、改版2003年7月）
「1. 神話から楚辞へ」 、ISBN 978-4122042407（文庫新版）
「2. 史記から陶淵明へ」、 ISBN 978-4122042414（文庫新版）
- 『漢字の世界—中国文化の原点』（平凡社〈東洋文庫〉全2巻、1976年2月-3月）
（1） ISBN 978-4582802818。平凡社ライブラリー、2003年6月-7月
（2） ISBN 978-4582802863。ワイド版2006年
- 『漢字百話』（中公新書、1978年1月 ISBN 978-4121005007／中公文庫、2002年9月）、ISBN 978-4122040960
- 『初期万葉論』（中央公論社、1979年4月／中公文庫、2002年9月）、ISBN 978-4122040953
- 『中国古代の文化』（講談社〈講談社学術文庫〉、1979年10月）、ISBN 978-4061584419
- 『中国古代の民俗』（講談社〈講談社学術文庫〉、1980年5月）、ISBN 978-4061584846
- 『後期万葉論』（中央公論社、1995年3月／中公文庫、2002年11月）、ISBN 978-4122041295

### 訳・注解
- 『詩経国風』（平凡社〈東洋文庫〉、1990年5月）
ISBN 978-4582805185。ワイド版2008年9月
- 『詩経雅頌』（平凡社〈東洋文庫〉全2巻、1998年6月-7月）。ワイド版2009年9月
1巻 ISBN 978-4582806359 / 2巻 ISBN 978-4582806366

### 随想・論考集
- 『文字逍遥』（平凡社、1987年4月／平凡社ライブラリー、1994年4月） ISBN 978-4582761696
- 『文字遊心』（平凡社、1990年4月／平凡社ライブラリー、1996年11月） ISBN 978-4582760460

- 『桂東雑記』（平凡社）、随筆・講演ほか
I（2003年6月、ISBN 978-4582831610）
II（2004年4月、ISBN 978-4582832198）
III（2005年5月、ISBN 978-4582832631）
IV（2006年4月、ISBN 978-4582833263）
V（2007年4月、ISBN 978-4582833591）、遺著
拾遺（2010年5月、ISBN 978-4582834741）、1956年-2005年の随想
- 『文字答問』（平凡社ライブラリー、2014年5月）、ISBN 978-4582768121
『―雑記』最終章、書き下しで二十篇の回答集

- 『白川静 文字講話』（平凡社）、平凡社ライブラリーで再刊
I（2002年9月、ISBN 978-4582403237／平凡社ライブラリー、2016年10月）
II（2003年2月、ISBN 978-4582403244／平凡社ライブラリー、2016年11月）
III（2003年12月、ISBN 978-4582403251／平凡社ライブラリー、2016年12月）
IV（2005年4月、ISBN 978-4582403268／平凡社ライブラリー、2017年1月）
続（2007年2月、ISBN 978-4582403299）、遺著（最終講演）
改題『文字講話 甲骨文・金文篇』（平凡社ライブラリー、2018年2月）

## DVD
- 『白川静 文字講話』DVD 全12巻、方丈堂出版、2008年10月
※1999-2005年に行われた講話（全24回）を収録、および全文資料7冊組。
- 『白川静と漢字 － 東洋の精神』紀伊國屋書店、2004年12月

## 字典
※ いずれも平凡社で刊行。
- 『字統』（1984年8月） ISBN 978-4582128017
- 『字訓』（1987年5月） ISBN 978-4582128024
- 『字統 普及版』（1994年3月） ISBN 978-4582128116
- 『字訓 普及版』（1995年2月） ISBN 978-4582128123
- 『字通』（1996年10月） ISBN 978-4582128048
- 『字書を作る』（2002年1月） ISBN 978-4582829877、字書三部作の手引書
  - 『字書を作る』（平凡社ライブラリー、2011年3月） ISBN 978-4582767315
- 『字通 CD-ROM版』（2003年8月） ISBN 978-4582636017
- 『常用字解』（2003年12月） ISBN 978-4582128055
中・高校生向けの平易な常用漢字の基本字典
- 『新訂 字統』（2004年12月） ISBN 978-4582128062
- 『新訂 字訓』（2005年10月） ISBN 978-4582128079
- 『人名字解』（2006年1月） ISBN 978-4582128086
津崎幸博共著（娘婿、字書全ての編集協力者）
- 『新訂 字統 普及版』（2007年6月） ISBN 978-4582128130
- 『新訂 字訓 普及版』（2007年11月） ISBN 978-4582128147
- 『常用字解 第二版』[6]（2012年10月） ISBN 978-4582128109
- 『字通 普及版』（2014年3月） ISBN 978-4582128154
- 『同訓異字』（2014年6月） ISBN 978-4582128161
「字通」（1996年版）付録を単行本化。
- 『漢字の体系』（2020年9月） ISBN 978-4582128178

## 著作集
- 『説文新義』 白鶴美術館
巻1-巻2（1969年）
巻3-巻6（1970年）
巻7-巻10（1971年）
巻11-巻13（1972年）
巻14-巻15（1973年）
巻16（1974年）
- 『甲骨金文学論集』 朋友書店、1973年、新版1996年
- 『白川静著作集』 平凡社〈全12巻〉
第1巻 漢字 (1) （1999年12月） ISBN 978-4582403411
第2巻 漢字 (2) （2000年1月） ISBN 978-4582403428
第3巻 漢字 (3) （2000年2月） ISBN 978-4582403435
第4巻 甲骨文と殷史 （2000年5月） ISBN 978-4582403442
第5巻 金文と経典 （2000年6月） ISBN 978-4582403459
第6巻 神話と思想 （1999年11月） ISBN 978-4582403466
第7巻 文化と民族 （2000年3月） ISBN 978-4582403473
第8巻 古代の文学 （2000年4月） ISBN 978-4582403480
第9巻 詩経 (1) （2000年8月） ISBN 978-4582403497
第10巻 詩経 (2) （2000年10月） ISBN 978-4582403503
第11巻 万葉集 （2000年7月） ISBN 978-4582403510
第12巻 雑纂 （2000年11月） ISBN 978-4582403527

- 『白川静著作集 別巻』 平凡社〈全23巻〉
別巻 説文新義 (1) （2002年1月） ISBN 978-4582403619 - 第一期
別巻 説文新義 (2) （2002年2月） ISBN 978-4582403626
別巻 説文新義 (3) （2002年5月） ISBN 978-4582403633
別巻 説文新義 (4) （2002年7月） ISBN 978-4582403640
別巻 説文新義 (5) （2002年9月） ISBN 978-4582403657
別巻 説文新義 (6) （2002年11月） ISBN 978-4582403664
別巻 説文新義 (7) （2003年1月） ISBN 978-4582403671
別巻 説文新義 (8) （2003年3月） ISBN 978-4582403688
別巻 金文通釈1（上）（2004年1月） ISBN 978-4582403695 - 第二期
別巻 金文通釈1（下）（2004年3月） ISBN 978-4582403701
別巻 金文通釈2 （2004年5月） ISBN 978-4582403718
別巻 金文通釈3（上）（2004年7月） ISBN 978-4582403725
別巻 金文通釈3（下）（2004年9月） ISBN 978-4582403732
別巻 金文通釈4 （2004年11月） ISBN 978-4582403749
別巻 金文通釈5 （2005年4月） ISBN 978-4582403756
別巻 金文通釈6 （2005年7月） ISBN 978-4582403763
別巻 金文通釈7 （2005年11月） ISBN 978-4582403770
別巻 殷文札記 金文通釈続編 （2006年7月） ISBN 978-4582403787
別巻 甲骨金文学論叢（上）（2008年6月） ISBN 978-4582403794 - 第三期
別巻 甲骨金文学論叢（下）1 （2012年6月） ISBN 978-4582403800
別巻 甲骨金文学論叢（下）2 （2012年6月） ISBN 978-4582403817
別巻 甲骨文集・金文集 （2019年3月、図版・解説の2巻組） ISBN 978-4582403824 - 第四期
別巻 続 金文集 （2019年9月、同上） ISBN 978-4582403831

## 共著
- 『回思九十年』（平凡社、2000年5月 → 平凡社ライブラリー、2011年3月） ISBN 978-4582767322
回想と全11回[7]の対話集 - 前者は「私の履歴書」で、『知の越境者』（日経ビジネス人文庫、2007年）にも再録。
- 『東方学回想 VIII 学問の思い出（3）』- 第5章「白川静博士を囲んで」[8]、機関誌『東方学』連載。
（東方学会編、刀水書房、2000年） ISBN 978-4887082533
- 『知の愉しみ 知の力』 渡部昇一との対話集 （致知出版社、2001年12月） ISBN 978-4884746100
- 『呪の思想 神と人との間』（平凡社、2002年9月） ISBN 978-4582831214
梅原猛との対話集 （平凡社ライブラリー、2011年4月） ISBN 978-4582767339

## 図版解説・記念論集
- 『殷・甲骨文集』（二玄社〈書跡名品叢刊〉、初版1963年）- 各巻解説を担当、重版多数。
- 『金文集』- 「1殷周」「2西周」「3西周」「4列國」（二玄社〈書跡名品叢刊〉、初版1963-64年）
- 『白川静博士古希記念 中国文史論叢』（立命館大学人文会編、朋友書店、1981年7月）
- 『漢字類編 新説文解字』（監修：小林博編、木耳社、1982年11月） ISBN 978-4839303587

## 伝記・研究
- 『白川静の世界：漢字のものがたり』（平凡社〈別冊太陽〉、2001年11月） ISBN 978-4582943757
- 『大航海No.63 特集 白川静と知の考古学』（新書館、2007年6月）- 季刊誌、諸家15名の論考集
- 松岡正剛 『白川静 漢字の世界観』（平凡社新書、2008年11月／改訂版[9]・平凡社ライブラリー、2022年4月） ISBN 978-4582769296
  - 『白川静 漢字に遊んだ巨人』（NHK講座 知るを楽しむ「私のこだわり人物伝」 放送テキスト、2008年2月）、元版
- 『ユリイカ 詩と批評 特集白川静 100歳から始める漢字』（2010年1月号、青土社）。 ISBN 978-4791702039
- 『白川静読本』（平凡社編、2010年3月） ISBN 978-4582834697 - 生誕100年記念出版、著名人47名による白川論。
- 『白川静の世界 入門講座』（全3巻、平凡社、2010年9月、立命館大学白川静記念東洋文字文化研究所編）
I 文字 ISBN 978-4582403312
II 文学 ISBN 978-4582403329
III 思想・歴史 ISBN 978-4582403336
- 小山鉄郎 『白川静入門　真・狂・遊』（平凡社新書、2016年12月） ISBN 978-4582858280
- 『私の白川静 対談』 白川静記念研究所編／津崎史、西川照子、芳村弘道（エディシオン・アルシーヴ、2017年10月） ISBN 978-4900395084

## 関連文献
- 『電脳文化と漢字のゆくえ—岐路に立つ日本語』（平凡社、1998年1月）ISBN 978-4582403220
「特別對談 日本人と漢字世界」で江藤淳と対談[10]。
- 宮下久夫 『分ければ見つかる知ってる漢字 白川静先生に学んで漢字の学習システムを作る 宮下久夫遺稿集』 太郎次郎社エディタス、2000年11月、ISBN 978-4811806594
- 『神さまがくれた漢字たち 正・続』（理論社、2004年12月-2008年7月）- イースト・プレス、新曜社で再刊
白川の監修で山本史也編著、児童書での入門書。
- 小山鉄郎『白川静さんに学ぶ漢字は楽しい』（共同通信社、2006年12月／新潮文庫、2009年12月）
- 小山鉄郎『白川静さんに学ぶ漢字は怖い』（共同通信社、2007年12月／新潮文庫、2012年2月）
各白川の監修、編著でイラスト付きの解説書。
- 小山鉄郎『白川静さんと遊ぶ漢字百熟語』（PHP新書、2010年1月）
- 小山鉄郎『白川静さんに学ぶこれが日本語』（論創社、2019年2月）
- 小山鉄郎『白川静さんに学ぶ漢字の秘密まるわかり』（論創社、2024年9月）
- 金子都美絵『絵で読む漢字の成り立ち 白川静文字学への扉』（太郎次郎社エディタス、2010年7月） ISBN 978-4811807386
- 金子都美絵『死者の書 白川静の絵本』（平凡社、2021年4月） ISBN 978-4582403558
- 『白川静博士の漢字の世界へ』 小学校学習漢字解説本：福井県教育委員会編（平凡社、2011年2月、第二版：2021年3月） ISBN 978-4582403343
- 『白川静を読むときの辞典』 立命館大学白川静記念東洋文字文化研究所編（平凡社、2013年10月） ISBN 978-4582403541

## 受賞・栄典
- 第38回毎日出版文化賞特別賞（1984年）
- 第39回菊池寛賞（1991年）
- 朝日賞（1996年）[11]
- 第14回京都府文化賞特別功労賞（1996年）
- 文化功労者（1998年）
- 勲二等瑞宝章（1999年）
- 第8回井上靖文化賞（2001年）
- 福井県県民賞（2002年）
- 京都市教育功労者（2003年）
- 文化勲章（2004年）
- 福井市名誉市民（2005年）
- 京都市名誉市民（2005年）[12]